# Marina Correia
Marina Correia, nascida em Cabo Verde, é uma skatista francesa de longboard, campeã do mundo de longboard dancing em 2020.

## Biografia
Marina Correia nasceu em Cabo Verde onde viveu toda a sua adolescência. A sua família mudou-se para Nice, França, quando tinha catorze anos.
Aos dezassete anos começou a praticar o longboard após um amigo lhe emprestar o seu skate. Colabora com marcas que a patrocinam, como Sector 9 e 1Love Sk8.
Estuda uma licenciatura em Letras Modernas na Universidade de Nice.
Em 2020, aos 23 anos, participou na competição de longboard dancing So You Can Longboard Dance?, enviando um vídeo da sua participação filmada por Ruben Chiajese. A competição era organizada pela primeira vez em linha por causa da pandemia de COVID-19, o que lhe permitiu se apresentar - o que não teria acontecido, por razões financeiras, caso a competição tivesse tido lugar nos Países Baixos como habitual. Ganhou a competição e tornou-se na primeira mulher negra a obter um título mundial nesta disciplina.
Após anunciar a sua vitória no Twitter (foi a primeira vez que uma mulher negra venceu esse título) foi vítima de assédio virtual, com várias pessoas a criticarem por «não ser suficiente negra».
Correia comenta que luta com outros desportistas para contribuir mais para a diversidade da disciplina, maioritariamente praticada por pessoas brancas e de sexo masculino; espera ser um exemplo para as jovens.
Em 2022, a jovem foi considerada uma das personalidades negras mais influentes da Lusofonia, pela PowerList100 da BANTUMEN e foi nomeada embaixadora de Cabo Verde nos Jogos Olímpicos de Paris 2024, pela  Comissão Executiva do Comité Olímpico Cabo-verdiano.

## Títulos desportivos
- 2020 : campeã do mundo de longboard dancing na categoria mulheres patrocinadas, na competição So You Can Longboard Dance?